# Джеймс Тарджан
Джеймс Едвард Тарджан (англ. James Edward Tarjan; 22 лютого 1952, Помона) – американський шахіст, гросмейстер від 1976 року.

## Життєпис
Син єврея угорського походження, психіатра Джорджа Тарджана (1912—1991), який приїхав до Сполучених Штатів 1939 року, після окупації Чехословаччини. Джеймс Тарджан народився 1952 року в Помоні (Каліфорнія). Його старший брат, Роберт Андре Тарджан — знаний фахівець у галузі теорії обчислювальних систем.
У червні 1966 року виграв юніорську першість Каліфорнії, наступного року посів 7-е місце в чемпіонаті США серед юніорів. 1968 року каліфорнієць у юніорському чемпіонаті країни піднявся вже на 3-4-е, а 1969 — на 2-3-є місця. 16-річний шахіст починає перемагати в місцевих турнірах для дорослих: Pacific Southwest Open (із результатом +7 -0 =0) і El Segundo Open (обидва — 1968 року), West Coast Open (1970), 2-е місце на Café Figaro Open (1970).
1971 року у Фресно переміг у чемпіонаті Каліфорнії, у наступному чемпіонаті (1971/72, Сан-Валлі) фінішував другим.
Від середини 1970-х років до середини 1980-х належав до числа провідних шахістів США. Між 1974 і 1982 роками взяв участь у п'яти шахових олімпіадах, здобувши 7 медалей: 4 в командному заліку (золоту - 1976 i 3 бронзові - 1974, 1978, 1982), а також 3 в особистому заліку (2 золоті - 1974, 1978 i бронзову - 1982). 1979 року єдиний раз у своїй кар'єрі взяв участь у міжзональному турнірі, посівши  у Ризі 11-те місце. Неодноразово брав участь у фіналах чемпіонатів своєї країни, найвищого успіху досягнувши 1978 року в Пасадені, де посів 2-ге місце (позаду Любомира Кавалека).
Неодноразово брав участь у міжнародних турнірах, найвищих успіхів досягнувши, зокрема у таких містах як Норвіч (1972, посів 2-ге місце позаду Дьюли Сакса), Суботиця (1975, посів 1-ше місце), Ванкувер (1976, посів 1-ше місце), Маніла (1977, посів 2-ге місце позаду Еугеніо Торре), Богота (1979, посів 2-ге місце за Олександром Бєлявським), Берклі (1981, посів 1-ше місце), а також Вршац (1983, меморіал Борислава Костіча, поділив 1-перше місце разом з Георгієм Агзамовим i Предрагом Ніколічем).
Найвищий рейтинг Ело в кар'єрі мав станом на 1 липня 1981 року, досягнувши 2540 пунктів ділив тоді 45-48-те місце в світовій класифікації ФІДЕ, водночас посідав 6-те місце серед американських шахістів. 1984 року припинив професіональну кар'єру шахіста, зосередившись на роботі бібліотекаря в публічній біблоітеці Санта-Круз.
Повернувся до активних шахів у 2010-х, зокрема несподіванкою стали його перемоги над Володимиром Крамником і Павлом Трегубовим (яким він поступався кількасот пунктів у рейтингу) в турнірі на острові Мен 2017 року.

## Зміни рейтингу
| На цьому місці має відображатися графік чи діаграма, однак з технічних причин його відображення наразі вимкнено. Будь ласка, не видаляйте код, який викликає це повідомлення. Розробники вже працюють для того, щоби відновити штатне функціонування цього графіка або діаграми. | |
| | На цьому місці має відображатися графік чи діаграма, однак з технічних причин його відображення наразі вимкнено. Будь ласка, не видаляйте код, який викликає це повідомлення. Розробники вже працюють для того, щоби відновити штатне функціонування цього графіка або діаграми. |